# Kanton Les Abymes-4
Kanton Les Abymes-4 is een voormalig kanton van het Franse departement Guadeloupe. Kanton Les Abymes-4 maakte deel uit van het arrondissement Pointe-à-Pitre en telde 16.807 inwoners in 1999. Het werd opgeheven bij decreet van 24 februari 2014, met uitwerking op 22 maart 2015,

## Gemeenten
Het kanton Les Abymes-4 omvatte enkel een deel van de gemeente Les Abymes (deels)